# Hans Theis

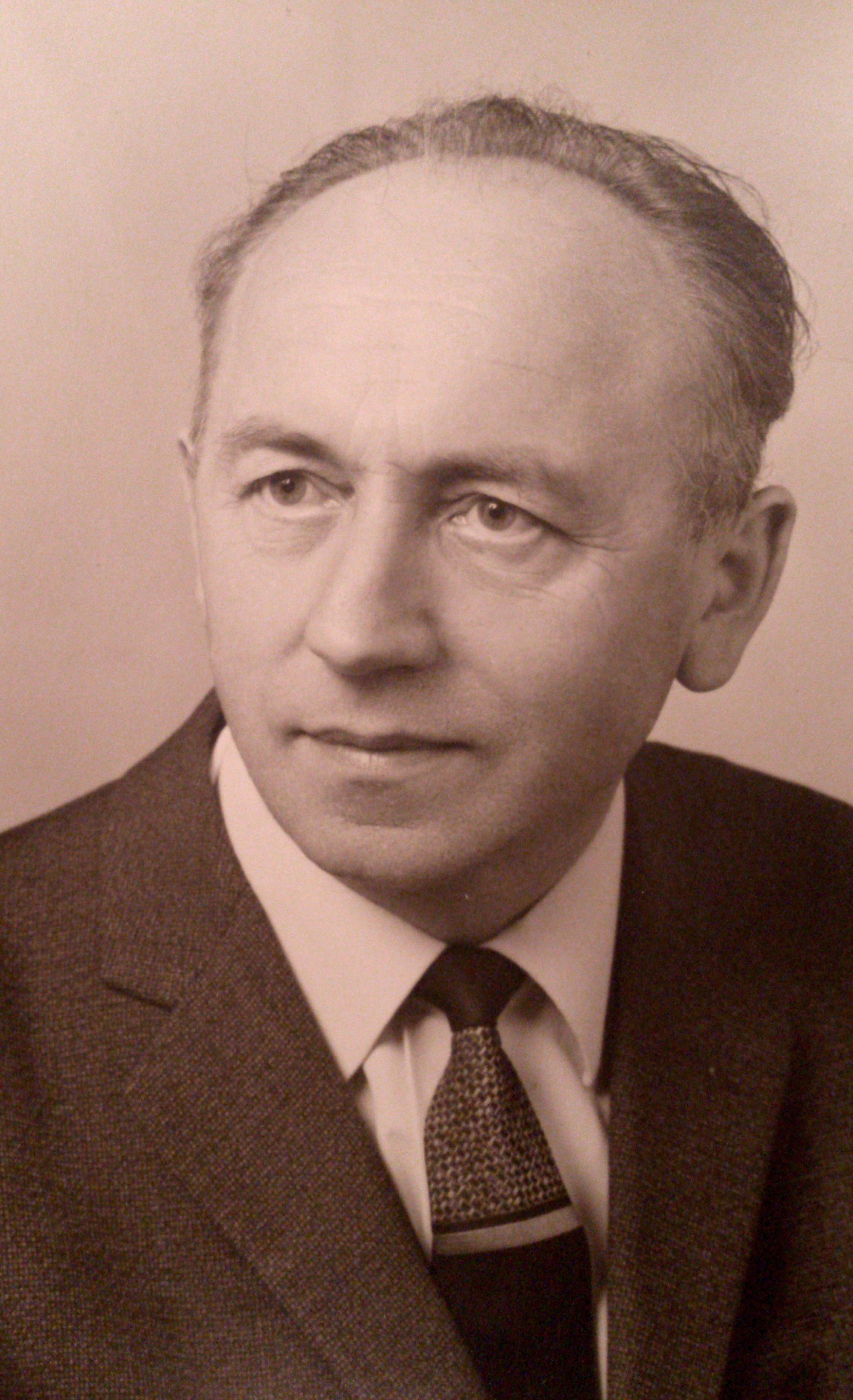
Hans Theis, Neuerburg/Eifel

Hans Theis (* 15. August 1921 in Niederraden/Eifel; † 26. August 1975 in Neuerburg/Eifel) war ein deutscher Autor, Dichter, Heimatkundler und Kommunalpolitiker aus Neuerburg/Eifel.

## Leben und Beruf
Hans Theis besuchte das Gymnasium bei den Steyler Missionaren in St. Wendel. Anschließend studierte er Pädagogik an der Akademie Bad Neuenahr.
Ab 1941 war er zuerst Lehrer und dann Rektor der Grund- und Hauptschule in Neuerburg/Eifel. Hans Theis war maßgeblich an der Verwirklichung des Neuerburger Schulzentrums beteiligt.
Von 1949 bis 1975 betätigte sich Hans Theis ehrenamtlich als Lokalredakteur für die Zeitungen "Trierischer Volksfreund", "Rhein-Zeitung" und "Trierische Landeszeitung". Als Leiter der Volkshochschule des Kreises Bitburg-Prüm und des Volksbildungswerkes Neuerburg war er maßgeblich an dem Ausbau der Volkshochschulen im Landkreis Bitburg-Prüm beteiligt. Des Weiteren war er aktives Mitglied im Eifelverein.

## Sagen
In seiner Freizeit galt sein Wirken in erster Linie der Eifel-Heimat. In den Schriftenreihen "Kelten und Römer", "Franken und Mönche", "Sagen der Heimat" und vielen Beiträgen im Heimatkalender Bitburg-Prüm fand seine literarische Arbeit mit weit über 150 Eifel-Sagen, Geschichten und Anekdoten ihren Niederschlag. So hat Hans Theis Sagen und Geschichten über den "Neuerburger Hexenprozeß im Jahre 1632", "Eulenspiegel auf dem Neuerburger Markt" oder "Die Bitburger Geißenströpper" geschrieben und zusammengestellt.

## Partei
Als CDU-Mitglied war er im Kreisausschuss Bitburg-Prüm, im Kreistag Bitburg-Prüm, im Stadtrat Neuerburg und im Verbandsgemeinderat Neuerburg vertreten. Als Würdigung seiner Verdienste erhielt er von Staatsminister Heinrich Holkenbrink das Bundesverdienstkreuz am Bande.

## Werke
- "Die Sage raunt in alten Mauern – Sonderausgabe", Eifeler Sagen, Schnurren, Anekdoten, Geschichten und Erzählungen von Hans Theis, Verlag BoD, Hrsg. Willi Hermes, 2013, ISBN 978-3-7322-4926-8
- "Die Sage raunt in alten Mauern", Eifeler Sagen, Schnurren, Anekdoten, Geschichten und Erzählungen von Hans Theis, Selbstverlag, Hrsg. Willi Hermes, Neuerburg 1991
- "Neuerburger Sagen und Geschichten", Selbstverlag, Neuerburg 1966